# Labytnangi
Labytnangi (Russisch: Лабытнанги, Labytnangi; Ostjaaks: Лапыт нангк, lapyt nangk; "zeven lariksen") is een stad onder okroeg (district)jurisdictie in het Russische autonome district Jamalië binnen de oblast Tjoemen. De stad ligt op de oostelijke hellingen van de Arctische Oeral ten noorden van de noordpoolcirkel op 20 kilometer ten noordwesten van Salechard en 2002 kilometer ten noorden van Tjoemen. De stad vormt een haven op de westeroever van de Obrivier. De stad is verbonden met Salechard (op de oostelijke oever van de Ob) door middel van een busverbinding over het ijs in de winter en door een pontverbinding in de zomer. Labytnangi heeft twee satellietplaatsen; Charp en Poljarny.
De Chantische naam "zeven lariksen" duidt op een heilige plek. Lariksen zijn heilige bomen binnen het sjamanistische geloof van de Chanten en "zeven" is een magisch getal voor hen.

## Geschiedenis
De stad is bekend vanaf het begin van de 19e eeuw als het Chantische nomadenkamp Labyt nangk aan de oever van de rivier de Vyl-Posl. Aan het einde van de jaren '20 van de 20e eeuw werd begonnen met de industrialisatie van de plaats, gevolgd door de bouw van de kolchoz "Rode Ster" in 1932 tijdens de collectivisatieperiode. In die tijd vormden de visserij, jacht en rendierhouderijen de belangrijkste bezigheden van de bevolking. In 1948 werd Labytnangi het eindpunt van de westelijke tak van de poolcirkelspoorlijn en in 1953 kreeg het de status van nederzetting met stedelijk karakter. In de jaren 60 kreeg de plaats een opslagterminal voor de ontwikkeling van de Aardgascondensaatvoorraden bij de plaats. Op 5 augustus 1975, toen Labytnangi ongeveer 11.000 inwoners had, kreeg de plaats de status van stad onder jurisdictie van de okroeg (district) Jamalië.
In 2002 werd de stad aangesloten op het gasnet.
Door haar positie als eindpunt van de spoorlijn vanaf het centrum van Rusland en locatie aan de Ob, werd Labytnangi de uitvalsbasis voor de ontwikkeling van de gasvelden rond Oerengoj en Jamburg en andere. In 1986 werd begonnen met de aanleg van een spoorlijn van Labytnangi naar Bovanenkovski op het centrale deel van het schiereiland Jamal, waar een enorm gasveld was ontdekt. Deze spoorlijn valt momenteel binnen het overheidsproject Industriële Oeral - Arctische Oeral en is bijna voltooid. Hiermee zal dit de noordelijkste spoorlijn ter wereld worden en de Norilskspoorlijn voorbij streven.

## Economie
De economie in de stad is gecentreerd rond de houtoverslag (Russisch: лесоперевалочная база). Er bevindt zich een laboratorium van het Instituut voor de Ecologie van Dieren en Planten van de Oeraalse afdeling van de RAN. Vanuit hier wordt hout overgeslagen vanaf de Obrivier en vervoerd naar de mijnen van Vorkoeta, de Donetsbekken, Moldavië, Krasnodar, de buitenwijken van Moskou, de Baltische staten, Wit-Rusland en andere landen. Verder bevindt zich er een fabriek voor de olie- en gasindustrie (Jamalneftegazzjelezobeton) en een melk- en broodfabriek.
Voor de toekomst moet Labytnangi de uitvalsbasis worden voor onderzoek naar ertsvoorraden in de Arctische Oeral. Hiervoor is het mijnbouwbedrijf Jamal opgezet, dat zich zal gaan richten op de industriële ontwikkeling van de aanwezige bariet- en chromietvoorraden. Het bedrijf Kongor-Chrom delft inmiddels sinds 2000 jaarlijks 25.000 tot 30.000 ton chromiet.
Bij de nederzetting Oktjabrski die hoort bij de stad bevindt zich sinds maart 2003 een skicomplex.

## Onderwijs
In 2006 bevonden zich in de stad 11 onderwijsinstellingen, 6 bibliotheken en een afdeling van de Academie voor Bouwkunde en Constructie van Tjoemen.

## Demografie
| Ontwikkeling van het inwoneraantal |       |       |        |        |        |
| Jaar                               | 1959  | 1970  | 1979   | 1989   | 2002   |
| Bevolking                          | 5.200 | 9.200 | 17.700 | 31.500 | 27.300 |